# Пам'ятник викладачам і студентам Політехнічного інституту
Пам'ятник викладачам і студентам Політехнічного інституту — монумент на честь викладачів, співробітників і студентів Київського політехнічного інституту, загиблих у роки радянсько-німецької війни. Відкрито 3 листопада 1967 року у північно-східній частині парку КПІ, біля входу з боку Берестейського проспекту, на майданчику вимощеному бетонними плитами. Автори — скульптори Ганна Морозова, О. Г. Суровцев, архітектор Є. П. Вересов.
У роки війни багато викладачів, співробітників і студентів КПІ воювали у діючій армії, у підпільних організаціях, партизанських загонах; з них понад 80 осіб загинули. У 1941 році під час оборони Києва загинули: член штабу оборони міста, випускник КПІ Т. Шамрило, директор КПІ М. Шпилько; випускники П. Шапошников та П. Шумський, викладач М. Селезньов; студенти Є. Горяніна, Ю. Журавський, М. Кот, І. Малахов та ін. Серед загиблих у боях: директор КПІ у передвоєнні роки А. Мельников, студенти С. Бенієв, А. Власенко, І. Квятковський, І. Книш, С. Кресак, П. Петрушевський, випускники та аспіранти С. Нєженцев, А. Піщанський, П. Овсянников та ін. У катівнях гестапо загинули вихованці КПІ, учасники підпільних організацій — В. Хохлов, Ф. Рєзниченко, А. Осипенко та ін.

## Опис

Пам'ятник у 2009 р.

Пам'ятник — стела з монолітного тонованого бетону у вигляді неправильного витягнутого п'ятикутника. На чоловому боці стели горельєф з двома скульптурами на повний зріст. Ліворуч — солдат з автоматом в опущеній правій руці і прапором у піднятій лівій, полотнище якого утворює верхній край торця, сходячи нанівець на прилеглу грань. Праворуч — дівчина, яка стискає ремінь закинутої за плече гвинтівки. Поділ сукні, що розвивається, і відкинута в бік ліва рука створюють активний динамічний ритм ліній і форм, який продовжується рядками написів на сусідній грані. Незважаючи на обмежені можливості матеріалу, постаті вирізняються реалістичною переконливістю у проробці форми і відтворенні побутових деталей та емоційністю. Скульптурна і прилегла до неї грань разом утворюють фасадний бік композиції, її динамічна спрямованість вперед досягається внаслідок різниці висот чолової та тильної граней.

На тильній стороні — слова поета А. Малишка: 
|  | Хто за свободу вийшов проти смерті, тому немає смерті на землі |

Висота стели — чоловий бік — 4,87 м, тильний — 2,95 м. Розміри у плані 1,62 × 6,7 × 0,65 × 8,85 × 1,04 м.
У серпні 2022 пам'ятник було декомунізовано через широкомасштабне російське вторгнення в Україну.